# 3568 ASCII
أي أس سي آي آي (ويعرف أيضًا باسم 3568 أي أس سي آي آي وفق تسمية الكوكب الصغير) (بالإنجليزية: ASCII)‏ هو كويكب ضمن حزام الكويكبات؛ وترتيبه 3568 من حيث الاكتشاف.
اكتُشف هذا الجُرم الفلكي بواسطة Marguerite Laugier ‏ في 17 أكتوبر 1936، وأُطلق عليه هذا الاسم نسبةً إلى أسكي.

## وصلات خارجية
- 3568 ASCII في قاعدة بيانات مختبر الدفع النفاث لأجرام النظام الشمسي الصغيرة

- الاكتشاف · مخطط المدار ·  العناصر المدارية · المعلمات المادية

- 3568 ASCII على موقع ويكي سكاي: DSS2, SDSS, GALEX, IRAS, Hydrogen α, X-Ray, Astrophoto, Sky Map, Articles and images